# Neocoenorrhinus interpunctatus
Neocoenorrhinus interpunctatus är en skalbaggsart som först beskrevs av Stephens 1831.  Neocoenorrhinus interpunctatus ingår i släktet Coenorrhinus, och familjen rullvivlar. Arten är reproducerande i Sverige.